# Mekarsakti
Mekarsakti is een bestuurslaag in het regentschap Sukabumi van de provincie West-Java, Indonesië. Mekarsakti telt 5512 inwoners (volkstelling 2010).